# 阿扎兹战役 (1030年)
阿扎兹战役是1030年8月在叙利亚城镇阿扎兹附近发生的一场战斗，交战双方为拜占庭帝国皇帝罗曼努斯三世·阿尔吉罗斯（1028-1034年在位）亲自率领的军队，以及同样由埃米尔希布尔·道拉·纳斯尔（1029-1038年在位）亲自指挥的阿勒颇米尔达西王朝的军队。米尔达西王朝击败了远超其规模的拜占庭帝国军队，并掠夺了大量战利品，尽管他们最终未能利用这场胜利。
阿勒颇长期以来一直是拜占庭与其阿拉伯邻国之间的冲突点，拜占庭自969年起就宣称对该城拥有保护权。在拜占庭安条克督军被米尔达西人击败后，罗曼努斯发动了对阿勒颇的战役。尽管罗曼努斯自身缺乏军事经验，但他决定亲自率军，这使得当代拜占庭编年史家认为他的主要动机是追求军事荣誉而非维持现状。罗曼努斯率领他的军队（据现代历史学家估计约有20,000人）于1030年7月20日抵达安条克。米尔达西人派遣使者提出和平提议，包括缴纳贡品，但罗曼努斯确信能赢遂拒绝提议并扣留其使节。尽管其手下将领敦促他避免在叙利亚炎热干燥的夏季采取行动，罗曼努斯还是率军前进。米尔达西军队规模相当小，根据资料显示只有700至2,000人，但主要由贝都因轻骑兵组成，在与全副武装的对手较量时拥有更高的机动性。
两军在阿勒颇西北的阿扎兹交锋，拜占庭军队在此扎营。米尔达西人伏击并歼灭了拜占庭的一支斥候部队，并开始袭扰其军营。拜占庭军队由于无法获取粮草开始饥渴难耐，随后一次对米尔达西军队的进攻亦遭挫败。最终，拜占庭军队在8月10日开始撤退至安条克，但很快陷入混乱。阿拉伯人趁机攻击陷入混乱的拜占庭军队并将其击溃，皇帝本人也幸亏其卫兵的介入才得以逃脱。拜占庭军队残部在安条克集结。罗曼努斯返回君士坦丁堡，但其手下将领随后扭转局势平息了阿拉伯叛乱，并在1031年后不久迫使阿勒颇恢复了其附庸地位。

## 背景
阿勒颇酋长国自969年《萨法尔条约》以来一直是拜占庭的藩属，但在巴西尔二世（公元976-1025年在位）去世前的几年里，其埃米尔已受制于埃及法蒂玛王朝哈里发的宗主权。当米尔达西王朝（公元1025-1080年在位）控制阿勒颇时，拜占庭对阿勒颇乃至整个叙利亚北部的影响力已显著下降。1029年，米尔达西王朝埃米尔薩利赫·伊本·米爾達西在巴勒斯坦的乌库瓦纳战役中被法蒂玛王朝杀害，其子納賽爾和帖馬爾先后继承王位。安条克督军迈克尔·斯邦迪尔斯趁萨利赫继任者的经验不足，在米尔达西领土上建立了保护国。此外，穆斯林家族在沿海山地筑堡，以及穆斯林与基督徒在马雷特努曼的宗教冲突，也促使斯邦迪尔斯采取行动。斯邦迪尔斯在未通知皇帝罗曼努斯三世·阿尔吉罗斯的情况下派遣拜占庭军队进攻米尔达西家族，但这支军队于1029年7月在齐巴尔被巴努基拉卜部族全歼。米尔达西王朝出自基拉卜部族，该部族是叙利亚北部最强大的阿拉伯部族，是米尔达西军队的核心组成部分。

## 引用著作
- Bianquis, T. . Bosworth, C. E.; van Donzel, E.; Heinrichs, W. P.; Pellat, Ch.  (编). . Leiden: E. J. Brill: 115–123. 1993. ISBN 978-90-04-09419-2.
- Canard, M. . Lewis, B.; Pellat, Ch.; Schacht, J.  (编). . Leiden: E. J. Brill: 482–485. 1965. OCLC 495469475.
- Halm, Heinz.  [The Caliphs of Cairo: The Fatimids in Egypt, 973–1074]. Munich: C. H. Beck. 2003. ISBN 3-406-48654-1 （德语）.
- Sewter, Edgar Robert Ashton (编). . New Haven, Connecticut: Yale University Press. 1953. OCLC 422765673.
- Shepard, J. . Rogers, C.  (编). . Oxford: Oxford University Press. 2010: 102. ISBN 978-0-19-533403-6.
- Stevenson, William B. . Bury, J.B.  (编). . New York: The Macmillan Company. 1926: 242–264. OCLC 490210837.
- Wortley, John (编). . Cambridge: Cambridge University Press. 2010. ISBN 978-0-521-76705-7 （英语）.
- Zakkar, Suhayl. . Beirut: Dar al-Amanah. 1971. OCLC 977126570.